# Grydeå
Grydeå är ett vattendrag i Danmark.   Det ligger i Region Mittjylland, i den västra delen av landet, 260 km väster om huvudstaden Köpenhamn.
Ån rinner upp nordväst om Sørvad i Hernings kommun, men större delen ligger i Holstebro kommun. Den mynnar ut i Storå strax väster om Holstebro.